# Сан Томазо (Беневенто)
Сан Томазо је насеље у Италији у округу Беневенто, региону Кампанија.
Према процени из 2011. у насељу је живело 224 становника. Насеље се налази на надморској висини од 120 м.